# Taastrup Fodbold Club
Taastrup Fodbold Club (eller Taastrup FC, TFC) er en dansk fodboldklub hjemmehørende i Taastrup, Høje-Taastrup Kommune. Foreningen, som tæller 1.179 medlemmer (pr. 1. august 2007), er medlem af den lokale fodboldunion Sjællands Boldspil-Union (SBU) under Dansk Boldspil-Union (DBU). Træningen og hjemmebanekampene for alle klubbens seniorhold afvikles henholdsvis i Taastrup Idrætspark (herrer) og på Nyhøj Idrætsanlæg (kvinder). Herrernes 1. seniorhold spiller i efteråret 2007 i Kvalifikationsrækken, mens førsteholdet i kvindeafdelingen spiller i den næstbedste række, Kvinde 1. division.

## Klubbens historie
Beslutningen om etableringen af et overbygningssamarbejde omkring et herresenior 1. hold mellem fodboldafdelingerne i Tåstrup B.70 (B.70 Fodbold) og TIK (Taastrup IK 90|TIK 90 Fodbold) blev truffet i efteråret 2001, således at man i turneringsmæssig sammenhæng kunne gå på banen under navnet Taastrup FC med virkning fra nytåret 2001/2002. Den øverste myndighed i alle overbygningens anliggender blev et repræsentantskab bestående af 10 medlemmer fra B.70 Fodbold og 10 medlemmer fra TIK 90 Fodbold samt en bestyrelse udvalgt af repræsentantskabet med 2 bestyrelsesmedlemmer fra hver af moderklubberne og 1-3 bestyrelsesmedlemmer udenfor medlemskredsen.
Andre af kommunens klubber havde mulighed for at tiltræde overbygningen og fodboldafdelingen i Høje-Taastrup Idrætsforening (HTI) var i begyndelsen angiveligt også med i planerne omkring overbygningen, men deltog i sidste ende ikke i projektets videre forløb. Baggrunden for samarbejdet skal ses i lyset af et ønske om sportslig fremgang og bedre placeringer hos begge klubber, hvis respektive førstehold på daværende tidspunkt befandt sig i den syvendebedste række. B.70 Fodbold[kilde mangler] sikrede sig imidlertid oprykning fra Serie 1 ved udgangen af 2001-sæsonen, således at Taastrup FC kunne starte sin tilværelse i Sjællandsserien 2002 på B.70 Fodbolds licens som den højest rangerende af moderklubbernes seniorhold. Af de to klubber havde TIKs fodboldafdeling haft den største succes med sin deltagelse i Danmarksturneringens daværende tredjebedste række (3. division Øst) i perioden fra 1967 til 1973.
Den delvise overbygning på herreseniorplan gennemløb efterfølgende en fireårig prøveperiode, før man i efteråret 2005 – grundet samarbejdets foreløbige succes – valgte for at gennemføre en fuldstændig sammenlægning af fodboldafdelingerne (fra yngste til ældste årgang) med virkning fra den 1. januar 2006. Sammenlægningen blev vedtaget med hele 237 stemmer for og blot 15 stemmer imod på en ekstraordinær generalforsamling den 26. august 2005 kl. 20.45. Det nødvendige flertal på minimum to tredjedele af stemmerne blev således sikret med 94% for. Efterfølgende indkaldte man via brev samtlige medlemmer i de to fusionerende klubber (som alle i princippet kunne deltage i) til stiftende generalforsamling, som blev afholdt den 25. oktober 2005 kl. 20.00 i Taastrup Medborgerhus. Ved generalforsamlingen foretog man en række ændringer til et udkast af vedtægterne, hvorefter de blev enstemmigt vedtaget og den nye klub blev erklæret som værende en realitet kl. 20.50 af dirigenten jurist Willy Rasmussen (fra Danmarks Idræts-Forbund). Jørgen Wulff Rasmussen blev enstemmigt valgt som formand, efter forslag fra moderklubbernes bestyrelser, gældende for perioden indtil man afholdte den første årlige ordinære generalforsamling den 28. februar 2006 (fremover som udgangspunkt hver tirsdag i uge 9), hvor han modtog genvalg. Den første bestyrelse bestod endvidere af kasserer Ingolf Skafte, som blev valgt for perioden indtil ordinær generalforsamling i februar 2007 (16 måneder) sammen med Thomas Marcussen, Egon Sahl Pedersen og Claus Laugaard (kandidaterne med de tre højeste stemmetal), mens følgende tre bestyrelsesmedlemmer blev valgt for perioden indtil den ordinære generalforsamling i februar 2006 (4 måneder): Kåre Nygård, Jørgen Kolter og Tom Friisgaard – alle i rækkefølge svarende til deres stemmetal. I samme forbindelse opløstes fodboldafdelingerne i Taastrup Idræts Klub, som efter en ekstraordinær generalforsamling den 22. september 2005 og et knebent flertal kunne tage alle afdelingens aktiver med over i den nye klub, samt Tåstrup B.70, hvor klubbens største afdeling var med til at halvere den flerstrengede idrætsklubs størrelse. Tåstrup B.70 Fodbolds førstehold i Serie 3 (Pulje 5) vandt sin pulje i sin sidste sæson og blev efterfølgende Taastrup FCs andethold, mens TIK 90s førstehold i Serie 3 (Pulje 4) blev den nye klubs tredjehold.
Da sæsonen for Kvinde 1. division endnu ikke var afsluttet, kom Tåstrup B.70 Fodbolds 1. damesenior først officielt ind under den nye fane fra den 1. juli 2006. B.70 Fodbolds damer spillede i 2003-sæsonen i kvindernes Serie 2 og oplevede oprykninger i de senere sæsoner. Taastrup FC Kvinders førstehold overtog således Tåstrup B.70's placering i Kvinde 1. division efter afslutningen af 2006-sæsonen, som endte med en 7. plads og som de valgte at spille færdig som Tåstrup B.70. For Taastrup FC Kvinders vedkommende blev den første ligakamp under Taastrup FC spillet den 16. august 2006 på den anden hjemmebane i Taastrup Idrætspark mod SønderjyskE, som dog endte med et nederlag med cifrene 1-6.
Den nye fusionsklub overtog TIK 90s tidligere klubhus ved Taastrup Idrætspark og kom det første år op på et medlemsantal af 1.103 individer (pr. juni 2006), hvoraf moderklubben Tåstrup B.70 bidrog med 760 medlemmer (august 2005) ved fusionen. Taastrup-fodboldfusionens foreløbige succes på fodboldbanen, et stadigt stigende medlemsantal samt ambitionerne og forventningerne om oprykning til Danmarksserien var en medvirkede faktor til at Fritids- og Kulturudvalget i Høje-Taastrup Kommune den 8. september 2004 enstemmigt vedtog at igangsætte en renovering/ombygning af stadion i Taastrup Idrætspark. Det skulle have resulteret i en ny udvidet fodboldbane og ny tribune med ståpladser samtidig med at et klubhus ville blive bygget – med forventet afslutning i juni måned 2005.